# Wilhelm Zoellner
Wilhelm Zoellner (Minden, 1860 ― Düsseldorf, 1937) était le surintendant général (Generalsuperintendent) pour la Westphalie et président du Comité national (Reichskirchenausschuss, en abrégé RKA) de l’Église évangélique d’Allemagne.

## Biographie
Aîné de trois enfants, il grandit à Gütersloh, ville dont il fréquenta de 1871 à 1879 le collège protestant. À partir de 1880, il fut membre de l’association estudiantine chrétienne inter-confessionnelle Wingolfbund.
Ayant été reçu à ses deux examens de prêtrise, en 1883 et 1885 à Münster, il exerça d’abord comme pasteur vacataire, puis comme prêtre auxiliaire à Gütersloh et à Friedrichsdorf (près de Gütersloh). Il épousa Marie Klasing en 1889, devint pasteur dans la commune luthérienne de Barmen, et fut à partir de 1897 président de la maison-mère de diaconesses de Kaiserswerth. 
Nommé en 1905 surintendant général, pour la province ecclésiastique de Westphalie, de l’Église protestante de l’Union vieille-prussienne (Evangelische Kirche der altpreußischen Union) à Münster, il se consacra à l’organisation systématique de l’assistance aux femmes, tout en prenant soin de leur instruction diaconale. Son engagement pour le diaconat à l’étranger et pour la diaspora le conduisit en 1910 à entreprendre un long voyage au Brésil. En 1914, il s’impliqua de façon déterminante dans la fondation de la maison des diaconesses à Münster.
Lors d’une messe d’action de grâces célébrée dans l’Église Saint-Thomas de Leipzig en 1916, il remercia Dieu de la conquête de Bucarest par les troupes allemandes et éprouva, en 1918, la défaite et la fin de la monarchie comme une catastrophe. En 1931, il prit sa retraite mais fut entre 1931 et 1935 le premier président de la Reichsfrauenhilfe (assistance féminine) à Potsdam. En avril 1933, il appela, avec succès, à un « rassemblement des Luthériens ». En août 1934, il contribua à la constitution du Conseil luthérien de l’Église protestante d’Allemagne et participa en juillet 1935 à la Diète luthérienne à Hanovre. Après que le chancelier Adolf Hitler eut nommé, à l’été 1935, Hanns Kerrl ministre du Reich pour les affaires ecclésiastiques (Reichskirchenminister), ce dernier à son tour fit appel, en octobre 1935, sur proposition de l’évêque régional de Hanovre August Marahrens (de), à Zoellner pour présider le Comité ecclésiastique national nouvellement créé, faisant ainsi de lui le représentant suprême du protestantisme allemand. En accord avec sa volonté, proclamée depuis avril 1933, d’avoir sa part dans l’élaboration d’une politique des églises, il s’employa, avec l’aide des représentants modérés des Chrétiens allemands (Deutschen Christen, DC), de l’Église confessante (Bekennende Kirche, BK) et de personnalités neutres, de réorganiser l’Église protestante.
Lorsqu’il se proposa, à la suite de la querelle qui avait éclaté en février 1937 entre la direction des DC et les pasteurs de la BK, d’intervenir à Lübeck, le déplacement lui fut interdit par décision de police, à l’instigation du ministère des Affaires ecclésiastiques. Il se retira le 12 février 1937.

## Ouvrages
- Amos und Hosea, Gütersloh 1897 (édité conjointement avec Julius Möller).
- Gnade und Wahrheit. Zehn Predigten (Grâce et Vérité. Dix sermons), Barmen 1897.
- Im Dienst der Kirche. Reden und Aufsätze aus vier Jahrzehnten (Au service de l’Église. Quatre décennies de discours et d’essais), Witten 1931.